# Frederick R. Macaulay
Frederick Robertson Macaulay (auch Frederic Macaulay; * 12. August 1882 in Montreal; † März 1970 in Great Neck auf Long Island, New York) war ein kanadischer Ökonom, der 1938 zusammen mit John Richard Hicks wesentliche Erkenntnisse und Begriffe der Finanztheorie erarbeitete. So geht die Sensitivitätskennzahl Duration auf seine Forschungen zurück.

## Leben
Frederick Macaulay wurde in Montreal als Sohn von Thomas Bassett und Henrietta Macaulay geboren. Sein Vater war Haupt-Buchhalter und der Großvater, Robertson Macaulay, Präsident des Versicherers Sun Life Assurance Company of Canada. Er hatte einen jüngeren Bruder, Douglas.
Frederick studierte an der University of Colorado in Boulder und erreichte dort 1909 den Grad eines Bachelors und 1920 den eines Masters. Einen Abschluss in Jura (LL.B.) erlangte er 1911. Bis zur Verleihung des Ph. D. durch die Columbia University im Jahr 1924 war er an der University of Washington und an der University of California angestellt. An letzterer begleitete er von 1916 bis 1920 die Position eines Assistenzprofessors im Bereich Ökonomie und Statistik.
Er arbeitete am National Bureau of Economic Research in den Jahren zwischen 1921 und 1938. Neben dieser Tätigkeit lehrte Macaulay von 1921 bis 1926 an der New School of Social Research in New York City. Im Jahr 1938 wurde Macaulay zum Research Director des "Twentieth Century Fund" ernannt.
Macaulay wirkte 1921 als Anwalt in Berkeley. Gemeinsam mit Allen M. Bernstein gründete er 1934 in New York die „Bernstein-Macaulay Inc.“. Dieser Investment-Beratungsfirma stand er bis 1961 als Vizepräsident vor.

## Werke
- Money, credit and the price of securities, University of Colorado (1910)
- The Movements of Interest Rates. Bond Yields and Stock Prices in the United States since 1856, New York: National Bureau of Economic Research, 1938.
- Zs. mit D. Durand: Short selling on the New York Stock Exchange, New York: Twentieth Century Fund, 1951.